# Anaerofilum agile
Anaerofilum agile è una specie di batterio appartenente alla famiglia delle Lachnospiraceae.